# شبنم بهاری
شبنم بهاری (انگلیسی: Spring Frost) یک نقاشی از هنرمند استرالیایی الیوت گرانر است. این اثر هنری یک گله از گاوها را در طلیعهٔ بامداد یک صبح بهاری نشان می‌دهد. این نقاشی از جمله آثار مشهور نقاش می‌باشد که جایزهٔ وین را در سال ۱۹۱۹ برای خالقش به ارمغان آورد.  شبنم بهاری یک نقاشی است که در فضای باز طرح گردیده و مکان آن امو پلاینز می‌باشد که امروزه در حومهٔ غربی سیدنی استرالیا قرار دارد.
در این منطقه، مزرعه‌ای توسط اسحاق اینز ساخته شد که بعدها به عنوان میراث، به فرزندش جیم اینز رسید. شخصی که در تصویر دیده می‌شود همان جیم اینز است. نقاشی گرانر طلیعه بامداد همین مزرعه را به نمایش می‌گذارد. برای طرح این نقاشی، گرانر، محدوده‌ای ایمن در این بخش را برای محافظت از بوم نقاشی ایجاد کرد و همچنین برای جلوگیری از یخزدگی پاهایش، آنها را کیسه‌هایی قرار داد که از پوشال ساخته شده بود.